# Titanic (musical)
Titanic è un musical con musiche e versi di Maury Yeston e libretto di Peter Stone, basato sulla vera storia del naufragio del Titanic. Il musical ha debuttato a Broadway nel marzo 1997 (lo stesso anno in cui uscì l'omonimo film colossal di James Cameron, basato sullo stesso soggetto) ed è rimasto in scena per più di ottocento repliche, vincendo tutti i cinque Tony Awards a cui fu candidato, tra cui miglior musical.
Una nuova produzione del musical, in scala ridotta, è stata messa in scena con successo a Londra nel 2013 e nel 2016. Nel 2023, Titanic - The Musical - ha portato in scena un tour nel Regno Unito per celebrare il decimo anniversario dal primo spettacolo messo in scena. Il tour ha coinvolto ben sei teatri, con diverse repliche a partire dal 27 giugno sino al 5 agosto 2023